# Дрыгин, Анатолий Семёнович

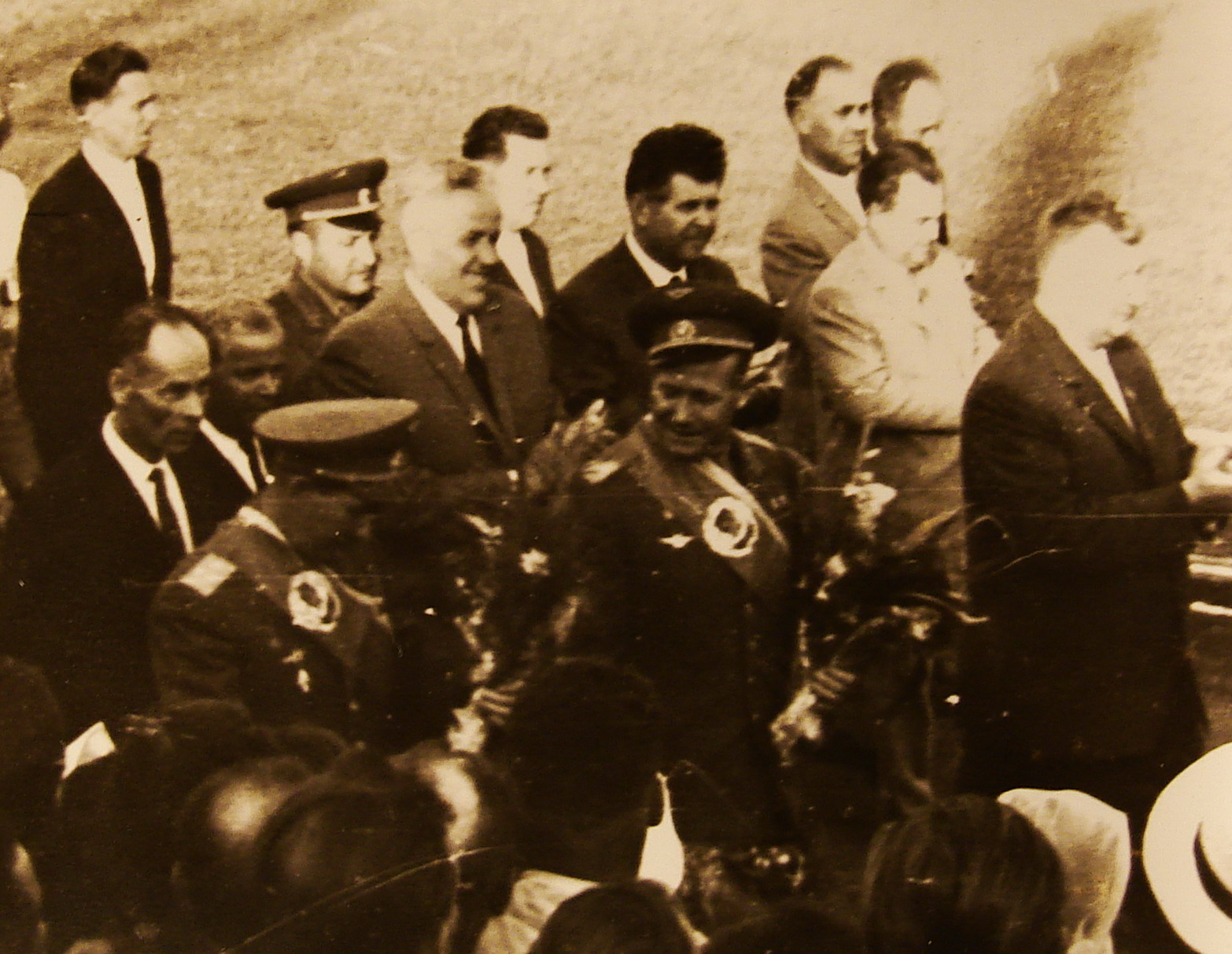
А. С. Дрыгин (крайний справа) с космонавтами П. И. Беляевым и А. А. Леоновым в 1965 году

Анатолий Семёнович Дрыгин (14 марта 1914 года — 19 ноября 1990 года) — советский государственный и партийный деятель, первый секретарь Вологодского обкома КПСС (1961—1985).

## Биография
Родился в Балашове Саратовской губернии в многодетной семье крестьянина. Русский.
Окончил Мичуринский институт плодово-ягодных культур в 1935 году с дипломом агронома высшей квалификации. С того же года на научной работе, работал младшим научным сотрудником Башкирского научно-исследовательского института социалистической реконструкции сельского хозяйства. В 1936 году стал старшим научным сотрудником — заведующим отделом селекции и сортоизучения плодово-ягодной опытной станции. В 1941 году была опубликована его первая научная работа «Агротехника ягодных культур» объёмом 7,5 печатных листа.
С июня 1941 по 1946 год — в рядах Советской Армии. Воевал на Западном, Волховском, Сталинградском, Донском, Южном, 2-м Прибалтийском и 3-м Белорусском фронтах. Был трижды ранен, но возвращался в строй. В 1941 году был политруком роты стрелкового полка, затем — стрелкового батальона. В 1942 году принял командование стрелковым батальоном. С 1943 года и до конца войны майор А. С. Дрыгин, не имея никакого военного образования кроме краткосрочных довоенных сборов, командовал 70-м гвардейским стрелковым полком (24-я Евпаторийская гвардейская стрелковая дивизия). Участвовал в боях по освобождению Донбасса, Крыма, Южной Украины. Анатолий Дрыгин был одним из тех, кто во время Великой Отечественной войны освобождал Севастополь, а полк, который возглавлял Анатолий Семёнович, тогда первым вошёл в город. День Победы встретил в Кенигсберге. В 1945 году находился в должности командира стрелкового полка Витебской Краснознаменной стрелковой дивизии.
После окончания войны был уволен в запас, работал директором плодопитомнического совхоза «Стреблово» в Ленинградской области, директором экспериментальной базы Всесоюзного НИИ растениеводства под Ленинградом.
С 1950 года находился на советской и партийной работе. В 1950—1956 годах председатель исполкома Лужского районного Совета Ленинградской области, 1-й секретарь Лужского районного комитета КПСС. С 1956 года заместитель, в 1957—1960 годах первый заместитель председателя исполкома Ленинградского областного Совета, в 1960—1961 годах секретарь Ленинградского обкома КПСС.
С 27 сентября 1961 года по 20 июля 1985 года — первый секретарь Вологодского обкома КПСС. Вот как описывает назначение Дрыгина на эту должность историк Сергей Цветков:

Во время обсуждения кандидатуры Дрыгина Никита Сергеевич просматривал свежие газеты. На глаза ему попалась статья в «Советской России» «Вологодское разнотравье». В ней говорилось, что уже ряд лет сельское хозяйство области топчется на месте. Главная причина — слабое партийное руководство. Действительно, Вологодчина сдавала позиции. По сравнению с предвоенным периодом посевные площади сократились на 180 тысяч гектаров. Поголовье крупного рогатого скота уменьшилось на 92 тысячи голов, коров — на 37 тысяч. Зерна производилось в 2,5 раза меньше. Хрущев спросил:

— А что, в Вологде мы давно не меняли первого секретаря?

— Меньше года работает на этой должности Вадим Милов, — ответили ему. — Правда, он не специалист сельского хозяйства, окончил лесотехническую академию.

— Придется поменять, — сказал Хрущев.

— Кандидатуры на замену пока нет.

— Как нет, а вот Дрыгин, как раз у него сельскохозяйственное образование, — показал Хрущев на стоящего за трибуной Анатолия Семеновича.

Затем ЦК КПСС специально рассмотрел положение дел в Вологодской парторганизации. На пост первого секретаря был рекомендован Дрыгин. Все делалось оперативно. 27 сентября 1961 года на XII областной партийной конференции его единогласно избрали членом обкома, на другой день на организационном пленуме так же единогласно — первым секретарем.

Вечерний звон, вечерний звон!

Как много дум наводит он

О юных днях в краю родном,

Где я любил, где отчий дом,

И как я, с ним навек простясь,

Там слушал звон в последний раз!
Руководил областью почти четверть века. Под его руководством произошли большие преобразования во всех сферах жизнедеятельности и экономики как области. Во время его нахождения в должности строился Череповецкий металлургический комбинат, в области появилась разветвленная сеть дорог, были построены многие птицефабрики. Именно при нём сельское хозяйство достигло своего расцвета, а надои молока были рекордными по стране. Развернулось строительство металлургического комбината (современного «Северсталь»), построены химические предприятия Череповца, подшипниковый и оптико-механический заводы в Вологде. А. С. Дрыгин признавался: «Я — агроном, а приходится заниматься металлургией. Поверьте, это непросто». Как вспоминают современники бывшего руководителя региона, «Папа Толя» по одному листочку яблони мог определить её сорт, а в служебной «Волге» всегда хранил резиновые сапоги, чтобы без особого труда можно было пробраться на любую отдаленную ферму или поле. При нём были построены здания педагогического и политехнического институтов, завод «Луч», Вологодский станкозавод, птицефабрика «Вологодская». В области работала уникальная программа по строительству жилья, появились первые многоэтажные дома в Вологде.

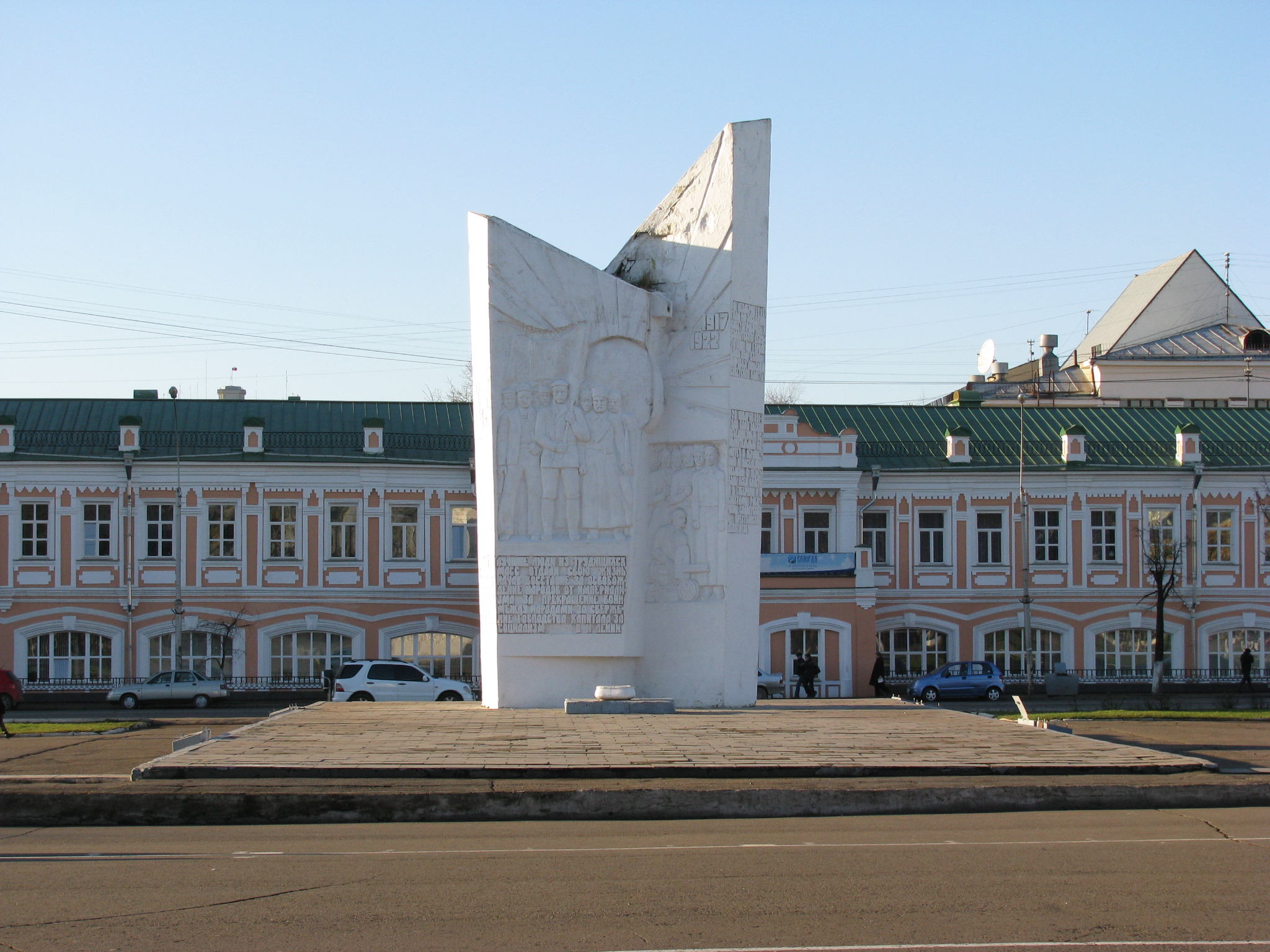
Памятник героям гражданской войны

Во время правления Дрыгина в 1977 году в Вологде на площади Революции, был установлен памятник героям гражданской войны, называемый в народе «зубом» (ранее — «зуб Дрыгина»). Городская легенда гласит, что первоначально памятник планировалось подарить на 60-ю годовщину революции одному из подмосковных городов, однако представителям тамошнего горкома партии он не понравился, и тогда Дрыгин распорядился установить памятник в областном центре. По его инициативе 9 мая 1975 года на этой же площади был открыт мемориал «Вечный огонь». При нём был разрушен в 1972 году Спасо-Всеградский собор — главная городская святыня. При разрушении использовались танки, предположительно потому, что стены собора оказались слишком крепкими для подрыва взрывчаткой.

В 1972 году специалисты вологодского отделения ВООПИиК просили поставить здание бывшего собора на государственную охрану, однако он был снесён под предлогом «ветхого технического состоянии» (как руководит руководивший тогда архитектурным отделом художник-реставратор Александр Рыбаков, власти узнали о намерении общества бороться за сохранение памятника и про то, что в Москву были отправлены необходимые документы и материалы для того, чтобы поставить здание на федеральную охрану, и поспешили разрушить здание бывшего собора до того, как в Москве примут решение о сохранении памятника архитектуры). В центре города танки варварски разрушали довольно крепкие и прекрасно построенные стены.

Избирался депутатом Совета Союза Верховного Совета СССР 6—11 созывов от Вологодской области. Кандидат в члены ЦК КПСС (1961—1971), член ЦК КПСС (1971—1986).
Валентин Купцов, преемник Дрыгина, вспоминал: «Он не хотел уходить, всегда говорил, что умрет в борозде, в поле. Болел в последнее время. Болел часто и с температурой ходил на работу».
С июля 1985 года — на пенсии. Занимался в Москве общественной работой в качестве представителя организационного комитета по созданию Всесоюзной организации ветеранов войны и труда. Умер 19 ноября 1990 года в Барвихе. Похоронен в Москве на Троекуровском кладбище.

## Оценка деятельности
Михаил Фёдорович Сычёв, 2-й секретарь Вологодского обкома КПСС (1989—1991):

«Анатолий Семенович относился к тому типу людей, в буквальном смысле страдающих любовью к Отечеству, но не приукрашивающих его прошлое и не питающих иллюзий относительно его настоящего, он был постоянно устремлен к достижению лучшего будущего. Его деятельность в этом плане была не только многогранной, но и весьма продуктивной».

Валентин Александрович Купцов, 1-й секретарь Вологодского обкома КПСС (1985—1990):
Он был цельной натурой, многоплановой, обладал большой энергетикой. Жизненная энергия кипела. Я никогда не видел Дрыгина больным, неуверенным, смущенным, всегда он был энергичен и вселял уверенность абсолютному большинству людей. И люди верили в него. Конечно, были и такие, кто обижался. Но в той обстановке нужны были волевые руководители, которые могли, как Дрыгин, и строго спросить, но и помочь, поддержать. Партия на самом деле выполняла функцию организующую, и все кадры проходили через Дрыгина. И он, конечно, старался опираться на свои кадры — на вологодские.

«Я знаю многих секретарей обкомов и могу сказать, что такого уважения в партийной среде, как Дрыгин, заслуживали единицы… Дорожное и жилищное строительство, обеспечение Вологодской области и всего Нечерноземья собственными минеральными удобрениями, строительство металлургического комбината — все это лишь эпизоды громаднейшей и напряженной работы Анатолия Семеновича. А уж о том, что он лично знал каждого председателя колхоза и совхоза, даже говорить не приходится».

Вячеслав Евгеньевич Позгалёв, губернатор Вологодской области (1996—2011):

«Это был человек-глыба. Это был цельный, преданный делу человек. Он не оставил каких-либо богатств, не нажил ни вилл, ни дворцов, он всего себя отдал людям… Сегодня людей такого масштаба, кажется, нет. Но их нет потому, что время другое, по другим законам развивается наше общество, когда каждый человек может проявить собственную инициативу, самостоятельно принимать решения и нести за них ответственность. Но мы благодарны и признательны прошлому и относимся к нему, к нашим великим предшественникам с полным уважением…»

«Нам не пришлось работать вместе, но я жил в эпоху Дрыгина и всегда жалел о том, что мы не были знакомы. Зато сейчас в любом районе области разговор начинается именно с него, с того, что Анатолия Семеновича интересовала каждая деталь, каждая мелочь в любой сфере народного хозяйства… Он мог позвонить в Череповецкий район и спросить, сколько зерен в колоске ржи возле Пачи или какая сейчас высота овса возле деревни Слизово… Но Дрыгин не только поднимал эти вопросы, он их и решал. Поступательно, последовательно, какими был сложными, они не казались. <…> Был строг, порою — суров, но справедлив. И совсем не терпел панибратства. Мне кажется, что людей такого масштаба, как Дрыгин, Липухин, Мамлеев, сегодня уже не осталось… Тем ценнее наша память об этих великих людях».

Георгий Егорович Шевцов, председатель Законодательного собрания Вологодской области с 2011 года:

«Анатолий Семенович принял область практически без промышленности, сельское хозяйство региона находилось в упадке. За время его работы удалось сделать очень многое, при его участии развитие получил Череповецкий меткомбинат, многие крупные цеха были построены в это время. Он лично все контролировал, поднимался на стометровые отметки, будучи уже в возрасте. При его поддержке построен химический комплекс в Череповце, в Вологде — подшипниковый завод, оптико-механический завод. Благодаря его личному участию в сельском хозяйстве построены птицефабрики, животноводческие комплексы. Мы продвинулись вперед во всех экономических направлениях. Он пользовался огромным уважением среди людей в области, знал практически всех председателей колхозов лично, бывал в хозяйствах, контролировал работу. Дрыгин очень грамотно проводил политику по подбору, воспитанию и расстановке кадров как хозяйственных, так и партийных. Не случайно одна из главных площадей областной столицы носит имя Анатолия Дрыгина. Мы не должны проходить мимо этой даты, стоит отдать должное одному из самых эффективных руководителей Вологодской области прошлого столетия».

## Семья
Отец — Семён Иванович Дрыгин. 

Мать — Екатерина Федоровна Мигунова.

Жена — Антонина Григорьевна Дрыгина (урожденная Мартьянова) (1921—2009). С ней он познакомился в 1943 году на фронте, где она воевала связистом, затем была переводчиком. В браке родились две дочери — Галина (1948—2003) и Ирина. Внук — Анатолий.

## Награды
- Герой Социалистического Труда (1984)
- ордена и медали
- Почётный гражданин города Вологды (1985)
- Почётная медаль Советского комитета защиты мира «Борцу за мир»

## Память

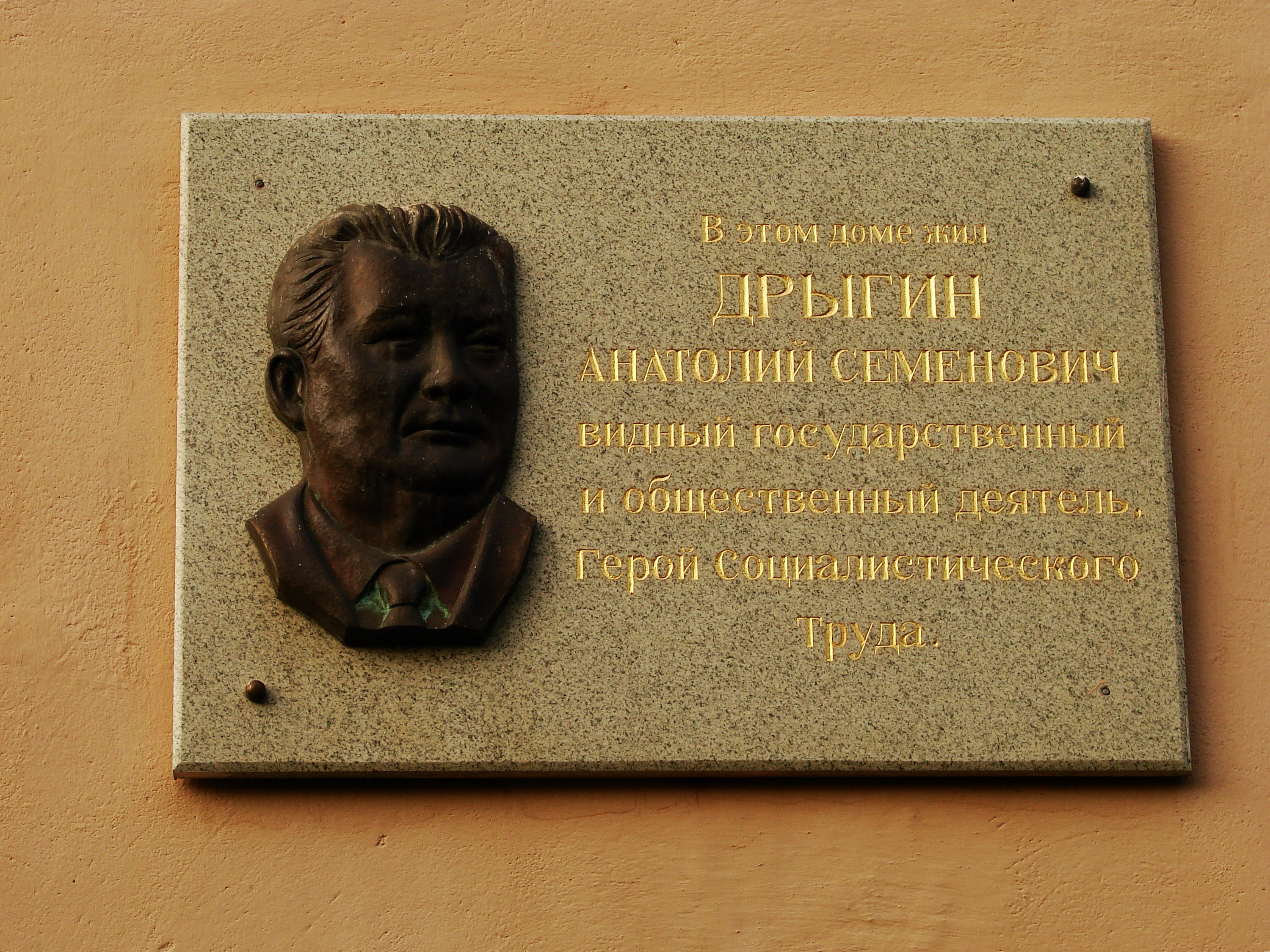
Памятная табличка в Вологде

- Именем Дрыгина названа площадь в Вологде. В 2014 году на ней был установлен закладной камень, на месте которого должен будет появиться памятник.
- В Вологде, по адресу ул. Октябрьская д.10, открыта мемориальная доска на доме в котором проживал А. С. Дрыгин.